# Tony Adams
Tony Alexander Adams MBE (Londres, 10 de Outubro de 1966) é um ex-futebolista e atual treinador Inglês. Atualmente está sem clube.

## Carreira

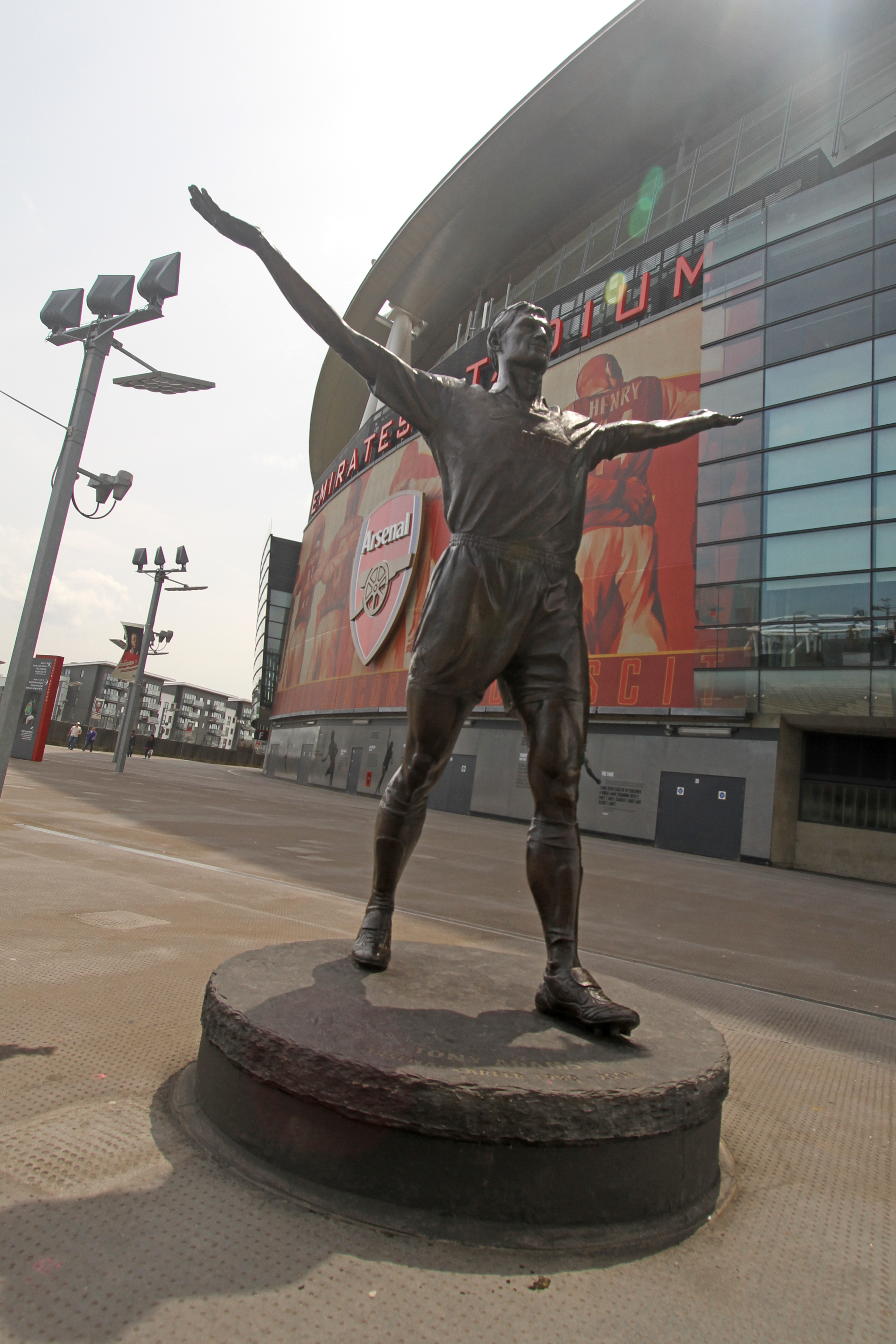
Estátua de Tony Adams no Emirates Stadium

### Como jogador
Se aposentou em agosto de 2002, aos 35 anos, tendo atuado durante toda a sua carreira no Arsenal, num período de vinte e dois anos (dezoito pelo time profissional e quatro pelas categorias de base). No total, atuou em 669 partidas, sendo o segundo jogador à vestir mais vezes a camisa do time, superado apenas por David O'Leary. É considerado um dos maiores jogadores do clube em todos os tempos pelos torcedores.

### Como treinador
Após sua aposentadoria, recebeu uma proposta para ser treinador do Wycombe Wanderers, permanecendo no clube até 2004. Em 2008, pela segunda vez, exerceu a função de treinador, desta vez no Portsmouth. Permaneceu no clube até o final da temporada.
Em maio de 2010, Tony Adams passou a exercer a função de treinador do Qəbələ, um dos principais clubes da ex-república soviética do Azerbaijão. Permaneceu no clube até o ano seguinte. Desde então, ficou 6 anos longe do futebol. Em 2015, chegou a sofrer uma cirurgia cardíaca após reclamar de dores no peito.
Voltou a treinar em 2017, ao assinar com o Granada em abril de 2017, no lugar do espanhol Lucas Alcaraz, com o objetivo de impedir o rebaixamento da equipe, porém sem êxito.

## Títulos
Arsenal
- Football League First Division: 1988–89, 1990–91
- Premier League: 1997–98, 2001–02
- Copa da Inglaterra: 1992–93, 1997–98, 2001–02
- Copa da Liga Inglesa: 1986–87, 1992–93
- Troféu do Centenário da Football League: 1988
- Taça dos Clubes Vencedores de Taças: 1993–94
- Supercopa da Inglaterra: 1991, 1998

### Prêmios individuais
- Jogador Jovem do Ano PFA da Premier League: 1986–87
- Equipe do Ano PFA da Football League First Division/Premier League: 1986–87, 1993–94, 1995–96, 1996–97
- Equipe do Século PFA (1907–2007)
  - Equipe do Século PFA (1996–2007)
- Hall da Fama do Futebol Inglês: 2004
- Football League 100 Legends